# Liste der Biografien/Jacc
Liste der Biografien |
Portal Biografien |
Personensuche
# |
A |
B |
C |
D |
E |
F |
G |
H |
I |
J |
K |
L |
M |
N |
O |
P |
Q |
R |
S |
T |
U |
V |
W |
X |
Y |
Z |
?
 
Ja |
Jb |
Jd |
Je |
Jh |
Ji |
Jj |
Jl |
Jn |
Jm |
Jo |
Jp |
Jr |
Js |
Jt |
Ju |
Jv |
Jw |
Jy
 
Jaa |
Jab |
Jac |
Jad |
Jae |
Jaf |
Jag |
Jah |
Jai |
Jaj |
Jak |
Jal |
Jam |
Jan |
Jao |
Jap |
Jaq |
Jar |
Jas |
Jat |
Jau |
Jav |
Jaw |
Jax |
Jay |
Jaz
 
Jaca |
Jacc |
Jace |
Jach |
Jaci |
Jack |
Jacl |
Jacm |
Jacn |
Jaco |
Jacq |
Jacs |
Jacu |
Jacz
Die Liste der Biografien führt alle Personen auf, die in der deutschsprachigen Wikipedia einen Artikel haben. Dieses ist eine Teilliste mit 18 Einträgen von Personen, deren Namen mit den Buchstaben „Jacc“ beginnt.

## Jacc

### Jacca
- Jaccard, Alix (1905–1976), Schweizer Politiker (SP)
- Jaccard, Auguste (1833–1895), Schweizer Geologe und Paläontologe
- Jaccard, Fernand (1907–2008), Schweizer Fussballspieler und -trainer
- Jaccard, Gustave (1809–1881), Schweizer Politiker (Liberale), Rechtsanwalt und Redakteur
- Jaccard, Louis (1848–1908), Schweizer Politiker
- Jaccard, Marius (1898–1978), Schweizer Eishockeyspieler
- Jaccard, Paul (1868–1944), Schweizer Gymnasiallehrer, Botaniker und Pflanzenphysiologe

### Jacch
- Jaccheri, Letizia (* 1965), italienisch-norwegische Informatikerin
- Jacchia, Luigi Giuseppe (1910–1996), italienisch-amerikanischer Astronom
- Jacchini, Giuseppe Maria (1663–1727), italienischer Cellist und Komponist

### Jacco
- Jaccottet, Adrien (* 1983), Schweizer Fußballschiedsrichter
- Jaccottet, Anne-Marie (* 1931), Schweizer Malerin
- Jaccottet, Christiane (1937–1999), Schweizer Cembalistin
- Jaccottet, Georges (1909–2001), Schweizer Politiker (LPS)
- Jaccottet, Philippe (1925–2021), Schweizer Lyriker, Essayist und Übersetzer französischer SprachePhilippe Jaccottet (1925–2021)

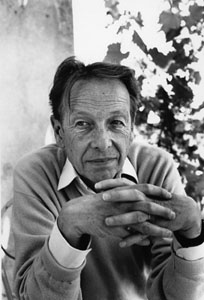
Philippe Jaccottet (1925–2021)

- Jaccoud, Antoine (* 1957), Schweizer Drehbuchautor, Dramatiker und Dramaturg
- Jaccoud, Jessica (* 1983), Schweizer Politikerin (SP)
- Jaccoud, Pierre (1905–1996), Schweizer Anwalt und Politiker (FDP) und mögliches Justizopfer